# Арсланбеково
Арсланбе́ково (рос. Арсланбеково, башк. Арыҫланбәк) — присілок у складі Бураєвського району Башкортостану, Росія. Входить до складу Вострецовської сільської ради.
Населення — 83 особи (2010; 87 у 2002).
Національний склад:
- марійці — 88 %